# Julbach, Oberösterreich
Julbach är en ort och kommun i Österrike. Den ligger i distriktet Rohrbach i förbundslandet Oberösterreich, 190 kilometer väster om huvudstaden Wien. Kommunen gränsar i väster till Bayern i Tyskland.
Kommunen består av 13 orter (Ortschaften) (inom parentes invånarantal 1 januari 2024):

- Bräuerau (82)
- Hinterschiffl (40)
- Hochkraml (63)
- Julbach (857)
- Kriegwald (134)
- Leithen (41)
- Niederkraml (102)
- Oberthiergrub (32)
- Präuer (21)
- Sagberg (77)
- Unterthiergrub (10)
- Vorderschiffl (45)
- Vorderschlag (13)